# نورث فیلد، میشیگان
نورث فیلد (به انگلیسی: Northfield Township) یک منطقهٔ مسکونی در ایالات متحده آمریکا است که در شهرستان وشتناو واقع شده‌است.
 نورث فیلد ۹۵٫۰ کیلومتر مربع مساحت و ۸٬۲۴۵ نفر جمعیت دارد و ۲۷۸ متر بالاتر از سطح دریا واقع شده‌است.